# Gobernador de Monagas
El gobernador del estado Monagas es el jefe del poder ejecutivo del estado venezolano de Monagas. Dirige la acción del gobierno y es responsable ante el Consejo Legislativo del Estado Monagas, al que debe rendir cuentas anualmente. Debe hacer cumplir la Constitución de Venezuela y la Constitución del Estado Monagas, así como las leyes nacionales y estadales. El Gobernador del estado Monagas tiene como colaboradores a un grupo de secretarios estadales nombrados por él. 
Hasta 1989 los gobernadores de Monagas eran designados por el presidente de Venezuela. A partir de ese año se permite su elección mediante el voto universal, directo y secreto. Cumple un período de cuatro años y puede ser reelegido de manera continua. La presente es una lista de los gobernadores del estado Monagas, desde su aparición a mediados del siglo XIX como provincia de Maturín, hasta la actualidad.

## Gobernadores de la Provincia de Maturín
| Período   | Gobernador | Nota                                         |
| --------- | --- | -------------------------------------------- |
| 1856-1862 | Gral. Valentín Machado Pedro Sifontes Jesús María Vallenilla José Antonio López P. Zabulón Valverde Joaquín Núñez Francisco J. Gordón José R. Rodríguez Guerra Luis Mijares Zerpa Gral. Manuel B. Fonseca | Manuel B. Fonseca fue presidente provisional |
| 1863      | Gral. Manuel García |                                              |
| 1863-1868 | José Félix Lares Félix Salazar |                                              |

## Gobernadores del Estado de la Nueva Andalucía
Nota: Nueva Andalucía era un estado formado por los estados Cumaná (actual Estado Sucre) y Maturín (actual Estado Monagas), desde 1865 hasta 1869, y con capital en Cumaná
| Período   | Gobernador                | Nota                      |
| --------- | ------------------------- | ------------------------- |
| 1865      | Gral. José E. Acosta      | Presidente constitucional |
| 1866-1868 | Gral. Antonio Russián     | Primer designado          |
| 1868      | Gral. José S. González    | Presidente constitucional |
| 1868      | Gral. Manuel López Alcalá |                           |

## Gobernadores de Maturín
| Período   | Gobernador                                            | Nota                       |
| --------- | ----------------------------------------------------- | -------------------------- |
| 1865-1868 | José Ramón Ramírez                                    |                            |
| 1868      | Gral. José A. López José María Núñez Gral. Mateo Sosa | Gobernadores provisionales |

## Jefes civiles y militares
| Período | Jefe civil o militar        | Nota                      |
| ------- | --------------------------- | ------------------------- |
| 1869    | Gral. Ángel Romero          |                           |
| 1870    | Gral. Manuel Guzmán Álvarez |                           |
| 1872    | Gral. Rómulo Camino         | Presidente provisorio     |
| 1873    | Gral. Manuel Guzmán Álvarez | Presidente constitucional |
| 1874    | Gral. Rómulo Camino         | Primer designado          |
| 1875    | Gral. Diego B. Ferrer       | Primer designado          |
| 1876    | Gral. Antonio Valverde      | Primer designado          |
| 1877    | Manuel Guzmán Álvarez       | Presidente constitucional |
| 1877    | Emilio Himiob               | Primer designado          |
| 1878    | José Antonio Vásquez        | Primer designado          |
| 1878    | Gral. Jesús M. Vallenilla   | Presidente                |
| 1879    | Gral. Santos Carrera        | Vicepresidente            |
| 1880    | Gral. Venancio Simosa       | Presidente provisional    |
| 1881    | Gral. Santos Carrera        | Vicepresidente            |
| 1881    | Gral. Fermín Carrera        | Presidente constitucional |
| 1881    | Gral. Joaquín Díaz          | Gobernador                |
| 1882    | Gral. Carrera               | Gobernador                |

## Presidentes del Estado Monagas
| Período   | Presidente                        | Nota                                   |
| --------- | --------------------------------- | -------------------------------------- |
| 1901      | J. V. Guevara                     |                                        |
| 1910      | Gral. Pablo Giuseppi Monagas      | Provisional.                           |
| 1911-1913 | Gral. Emilio Fernández            |                                        |
| 1914      | Gral. José J. Aróstegui           | Consejero encargado de la presidencia. |
| 1916      | Gral. Manuel Ángeles              |                                        |
| 1918      | Dr. Emilio Pérez Hernández        |                                        |
| 1922-1924 | Gral. Pedro Ducharne              |                                        |
| 1925-1928 | Gral. Manuel Ledesma              |                                        |
| 1929      | Dr. J. J. Gabaldón                |                                        |
| 1929-1933 | Gral. Lino Díaz                   |                                        |
| 1933-1936 | Gral. Juan Fernández              |                                        |
| 1936-1937 | Coronel Juan Pablo López Centeno  |                                        |
| 1937      | Andrés Rolando M.                 |                                        |
| 1938-1939 | Ten. Cnel. Francisco Conde García |                                        |
| 1939-1942 | José María Isava Núñez            |                                        |
| 1942-1945 | Cnel. Francisco Conde García      |                                        |
| 1945      | Pablo II. Higuera                 |                                        |
| 1946-1948 | Dr. Rafael Rodríguez Méndez       |                                        |
| 1948      | Pablo Higuera                     |                                        |
| 1949      | Dr. Ramón Rojas Guardia           |                                        |
| 1949-1951 | Alirio Ugarte Pelayo              |                                        |
| 1952      | Dr. Horacio Guerrero Gori         |                                        |
| 1953      | Dr. Giliberti Gómez               |                                        |
| 1953      | Dr. Federico Scholoeter           |                                        |
| 1954-1957 | Dr. Domingo Colmenares Vivas      |                                        |

## Gobernadores del Estado Monagas (período democrático)

### Designados por el presidente de Venezuela
| Período   | Gobernador                     |
| --------- | ------------------------------ |
| 1958-1959 | Temístocles Núñez R.           |
| 1959-1960 | Dr. Jorge Yibirín Marún        |
| 1960-1961 | Luis Piñerúa Ordaz             |
| 1961-1962 | Dr. Armando Sánchez Bueno      |
| 1963-1964 | Darío Rodríguez Méndez         |
| 1964-1965 | Noel Grisanti Luciani          |
| 1966-1968 | Luis Alfaro Ucero              |
| 1968-1969 | Ing. José Tomás Milano Parma   |
| 1969      | Ing. Humberto Anderson         |
| 1969-1973 | Dr. Rafael Solórzano Bruce     |
| 1973-1974 | Dr. Pedro Cardier Gago         |
| 1974-1978 | Gral. Martín Márquez Añez      |
| 1978-1979 | Ing. Manuel García B.          |
| 1979-1983 | Dr. Pablo Morillo Robles       |
| 1983-1984 | Lic. Luis Guevara Manosalva    |
| 1984-1986 | Dr. Pedro Cabello Poleo        |
| 1986-1987 | Ing. Guillermo Call            |
| 1987-1989 | Ing. Pedro Augusto Beauperthuy |

### Electos en votaciones directas
| N.º  | N.º                   | Gobernador            | Período                                                              | Partido    | Elección                                                                     | % de votos                                                                   | Notas                                                                        |                  |        |
| ---- | --------------------- | --------------------- | -------------------------------------------------------------------- | ---------- | ---------------------------------------------------------------------------- | ---------------------------------------------------------------------------- | ---------------------------------------------------------------------------- | ---------------- | ------ |
|      | 1.                    | Guillermo Call        | 1990 — 1996                                                          | AD         | 1989                                                                         | 58,05                                                                        | Primer gobernador bajo elecciones directas.                                  |                  |        |
| 1992 | 1.                    | Guillermo Call        | 1990 — 1996                                                          | AD         | 52,45                                                                        |                                                                              | Primer gobernador bajo elecciones directas.                                  |                  |        |
| 2.   | Luis Eduardo Martínez | 1996 — 2000           | 1995                                                                 | AD         | 48,34                                                                        | Renunció al cargo el 31 de enero de 2000.                                    |                                                                              |                  |        |
| 2.   | Luis Eduardo Martínez | 1996 — 2000           | 1998                                                                 | AD         | 51,74                                                                        | Renunció al cargo el 31 de enero de 2000.                                    |                                                                              |                  |        |
|      | 3.                    | Miguel Gómez Núñez    | 2000                                                                 | MVR        | Designado por la Comisión Legislativa Nacional ante la renuncia de Martínez. | Designado por la Comisión Legislativa Nacional ante la renuncia de Martínez. | Designado por la Comisión Legislativa Nacional ante la renuncia de Martínez. |                  |        |
|      | (1.)                  | Guillermo Call        | 2000 — 2004                                                          | AD         | 2000                                                                         | 41,25                                                                        |                                                                              |                  |        |
|      | 4.                    | José Gregorio Briceño | 2004 — 2012                                                          | MVR MIGATO | 2004                                                                         | 58,28                                                                        |                                                                              |                  |        |
|      | 4.                    | José Gregorio Briceño | 2004 — 2012                                                          | PSUV       | 2008                                                                         | 64,86                                                                        |                                                                              |                  |        |
| 5.   | Yelitze Santaella     | 2012 — 2021           | 2012                                                                 | PSUV       | 55,11                                                                        |                                                                              |                                                                              |                  |        |
| 5.   | Yelitze Santaella     | 2012 — 2021           | 2017                                                                 | PSUV       | 54,07                                                                        |                                                                              |                                                                              |                  |        |
| 6.   | Cosme Arzolay         | 2021 — 2025           | Reemplazo luego de que Santaella asumió como Ministro de Educación.. | PSUV       |                                                                              |                                                                              |                                                                              |                  |        |
| 6.   | Cosme Arzolay         | 2021 — 2025           | Reemplazo luego de que Santaella asumió como Ministro de Educación.. | PSUV       |                                                                              | 7.                                                                           | Ernesto Luna                                                                 | 2021 — 2025 PSUV | 46,22% |